# سارا رو
 سارا رو (انگلیسی: Sara Rue؛ زادهٔ ۲۶ ژانویهٔ ۱۹۷۹) یک هنرپیشه اهل ایالات متحده آمریکا است. وی از سال ۱۹۸۸ میلادی تاکنون مشغول فعالیت بوده‌است.
از فیلم‌ها یا برنامه‌های تلویزیونی که وی در آن نقش داشته است می‌توان به محض رضای مسیح، پرل هاربر، حلقه، ایدیوکراسی، دنی روآن، زندگی در حال نابودی، نمی‌توانم صبر کنم و فوت کرد اشاره کرد.